# Euphorbia pestalozzae
Euphorbia pestalozzae — вид рослин із родини молочайних (Euphorbiaceae), ендемік Туреччини.

## Опис
Це гола рослина 9–12 см. Стебла щільно облистнені. Листки дрібні, товсті, сірі, цілісні, нижнє листя густо перекривається, еліптично-лінійне. суцвіття зонтикоподібне. Квітки жовтувато-оранжеві. Період цвітіння: літо.

## Поширення
Ендемік пд.-зх. Туреччини. Населяє трав'янисті місцевості на субальпійсько-альпійських висотах.